# 7460 Julienicoles
7460 Julienicoles è un asteroide della fascia principale. Scoperto nel 1984, presenta un'orbita caratterizzata da un semiasse maggiore pari a 2,4273091 UA e da un'eccentricità di 0,1267112, inclinata di 3,21475° rispetto all'eclittica.
L'asteroide è dedicato alla statunitense Julie Laine Nicoles.